# 臥虎藏龍：青冥寶劍
《臥虎藏龍：青冥寶劍》（英語：Crouching Tiger, Hidden Dragon: Sword of Destiny）是一部2016年中美合拍英语武俠片，由袁和平執導，袁和平、凌志華和袁信義任動作設計，甄子丹、楊紫瓊等主演。2016年2月19日以3D、IMAX3D、中国巨幕3D格式在中国上映。2016年2月26日在台灣Netflix獨家推出。

## 劇情
讲述李慕白去世18年后，俞秀蓮来到京城铁王府，她为了保护青冥寶劍而发出江湖邀请，召集到孟思昭为首的五名侠客前来护剑，抵抗以戴閰王为首的西莲派的争抢。同时交出西莲派弟子、青年男子魏方与雪瓶之师父韓梅的相关身世。

## 演員
| 演員            | 角色          | 角色简介                                         | 粵語配音 | 普通話配音 |
| 甄子丹          | 孟思昭 (孤狼) | 江湖侠客，俞秀蓮的未婚夫                         | 何偉誠   | 陈浩       |
| 楊紫瓊          | 俞秀蓮        | 參見臥虎藏龍                                     | 陳安瑩   | 季冠霖     |
| 岑勇康          | 魏方          | 戴閰王手下，寒梅之子，最后为了母亲报仇背叛戴閰王 | 蔡忠衛   | 路知行     |
| 刘承羽          | 雪瓶          | 寒梅之徒弟                                       | 程文意   | 鸿利       |
| 陳鈺芸          | 湘西無影鏢    | 江湖侠客                                         |          | 王帅       |
| 原麗淇          | 九幽女        | 戴閰王手下                                       | 許盈     | 林兰       |
| 李截            | 戴閰王        | 西莲派首领，大反派                               | 黃啟明   |            |
| 吴青芸          | 断魂莺        |                                                  | 鄭家蕙   | 张喆       |
| 袁之正          | 铁乌鸦        |                                                  |          | 陆建艺     |
| 吴育刚          | Flying Blade  | 蜀中飛刀李                                       | 李家傑   | 張磊       |
| Woon Young Park | Thunder Fist  | 山東鉄臂魯                                       |          | 王凯       |

## 制作
2013年1月，据报2000年电影《卧虎藏龙》的续集将于5月开拍，哈维·温斯坦担任制作人，袁和平担任武术指导。编剧约翰·福斯科将王度庐的武侠小说系列《鹤－铁五部曲》最终篇《铁骑银瓶》改编成剧本。2013年3月18日，甄子丹确认了他将出演新片角色的传言。约在同一时间，对于杨紫琼是否会再度饰演俞秀莲一角的报道说法不一。
2013年5月16日，制片方确认续集已获得批准。影片最初采用原著名称《铁骑银瓶》，随后更名为《青冥宝剑》。甄子丹确认出演“孤狼”孟思昭，而杨紫琼也确认再度重演俞秀莲。
据报章子怡会再度出演玉娇龙，但经纪人纪灵灵对记者表示消息并不确凿，还表示“如果是李安导演，子怡一定会演”。
2014年6月16日，派格传媒、中国电影集团、韦恩斯坦电影公司共同宣布影片，定档2016年。2014年7月30日，岑勇康加盟饰演魏方。
最初消息称影片将于2014年6月起在紐西兰和中国拍摄，后来摄制延遲到8月份。2014年9月，《综艺》报道主体摄影正在新西兰进行。
根据遭泄露的国家新闻出版广播电影电视总局影片立项通知书，影片的修改要求包括将白莲教改成虚构的武术门派、淡化“反清复明”内容、控制血腥和暴力场面、将俞秀莲的台词“不战而屈人之兵，善之善也”更改为“不战而屈人之兵，善之善者也”。
有别于前作，本片采用英语拍摄，后期转制为汉语普通话。

## 发行
2014年9月29日，Netflix和韦恩斯坦达成协议，影片将通过韦恩斯坦旗下公司RADiUS-TWC于2015年8月28日在Netflix上线，同时登录指定IMAX影院。次日，美国院线富豪娱乐集团宣布不会在旗下影院上映该片。公司的拉斯·奈尼利（Russ Nunley）拒绝参与“用三层高的螢幕到3英寸宽的智慧型手机看同一个产品的体验”。同日，AMC、卡麦克院线、喜满客影城和Cineworld也宣布不打算放映影片。IMAX总裁理查德·戈尔洪德（Richard Gelfond）质疑部分院线的抵制：“这是一次试验，我无法确认它能不能行，但我可以告诉你，尝试创新是个好主意，因为随着技术的更新换代，观众的变化，我们必须弄清楚什么可行，什么不可行。”2015年7月7日，影片从2015年8月28日移档到第四季度。2015年12月7日，电影预告片公布。影片原定于2016年2月8日登陆中国，但随后延後到2月19日。影片于2016年2月26日在Netflix和美国的10-15块IMAX螢幕放映。

## 反响
中国上映首周票房2080万美元。
烂番茄评论31条，评分19%，平均分5.1/10；Metacritic评论13条，打分47分（满分100），为“褒贬不一”。

## 奬項
| 年度 | 颁奖典礼     | 奖项           | 姓名   | 结果 |
| ---- | ------------ | -------------- | ------ | ---- |
| 2017 | 微博之星2016 | 微博給力男主角 | 甄子丹 | 提名 |

## 外部連結
- 香港影庫上《臥虎藏龍：青冥寶劍》的資料（繁體中文）
- 開眼電影網上《臥虎藏龍2：青冥寶劍》的資料（繁體中文）
- 豆瓣电影上《臥虎藏龍：青冥寶劍》的資料 （简体中文）
- 时光网上《臥虎藏龍：青冥寶劍》的資料（简体中文）
- AllMovie上《臥虎藏龍：青冥寶劍》的资料（英文）
- 爛番茄上《臥虎藏龍：青冥寶劍》的資料（英文）
- TCM电影资料库上《臥虎藏龍：青冥寶劍》的资料（英文）
- Metacritic上《臥虎藏龍：青冥寶劍》的資料（英文）
- 互联网电影数据库（IMDb）上《臥虎藏龍：青冥寶劍》的资料（英文）
- Box Office Mojo上《臥虎藏龍：青冥寶劍》的資料（英文）